# アイアンホース号
アイアンホース号（アイアンホースごう）は、北海道小樽市にある小樽市総合博物館が施設内の線路で展示運行している蒸気機関車の愛称、およびその列車名である。

## 概要
小樽市総合博物館の前身である、小樽交通記念館が1996年に（従来の北海道鉄道記念館を）リニューアルしてオープンする際に、アメリカ合衆国の遊園地で動態保存されていた機関車を導入する形で運転が開始された。機関車は、1909年にポーターで製造された車輪配置 2-6-0のテンダー式で、グアテマラのユナイテッド・フルーツで使用された後に、1959年からアメリカ各地を移り、1989年から1991年まではミネソタ州のテーマパークで運行されていた。
2017年10月にはボイラーに重大な故障が生じたが、クラウドファンディングによる資金で修復がおこなわれ、2018年7月25日に運行を再開した。しかし、5年後の2023年9月にはブレーキ用の空気圧縮機の故障が発覚して運行を再び休止し、ふるさと納税による寄付で修理費用を集めるとした。その後同年12月に修復に向けた事前調査がおこなわれ、翌2024年2月に日本各地の専門業者から部品を製造・調達したのち、6月にブレーキ用空気圧縮機単独での動作が確認され、7月に搭載した状態での試運転を経て、7月25日に運行を再開した。修復費用は事前に案内のあったふるさと納税のほか市の一般財源、博物館への寄付金で賄われ、522万円5千円を要した。
線路は、日本では珍しい3フィート軌間 (914mm)である。転車台や機関車庫には、元来の3フィート6インチ軌間 (1067mm)用の線路も残されている。

## 運行状況
SLが客車を牽引して、「中央駅」 - 「手宮駅」の200mの区間を往復する形で走行する。毎年、夏期の開館期間に1日3 - 4往復運転される。

## 客車
客車には、密閉型客車・開放型展望客車が使用される。